# اليوم العالمي لتعاون النساء في مجال صنع الجعة
اليوم العالمي لتعاون النساء في مجال صنع الجعة (IWCBD) هو فعالية سنوية تُعقد في يوم 8 مارس من كل عام، بالتزامن مع اليوم العالمي للمرأة. بدأت هذه الفعالية لأول مرة في عام 2014، حينما قامت 60 سيدة من مُصنعي الجعة في جميع أنحاء العالم بإعداد نفس الوصفة من الجعة. تساعد هذا الفعالية على رفع مستوى الوعي لدى النساء اللواتي يعملن في صناعة الجعة، بالإضافة إلى العاملين في مجال صناعة النبيذ. كما أنها فرصة للنساء المهتمات بصنع الجعة للتواصل مع بعضهن البعض.
جاءت فكرة اليوم العالمي لتعاون النساء في مجال صنع الجعة من عضو مشروع فينوس، صوفي دي روند، التي تواصلت مع جمعية الأحذية الوردية في عام 2013 لبدء «يوم صنع الجعة الموحّد». أرادت دي روند الاحتفال بهذا اليوم «ليتزامن اليوم مع اليوم العالمي للمرأة لعمل على رفع مستوى الوعي لدى النساء في صناعة الكحول وجمع الأموال للجمعيات الخيرية المحلية وجمعية الأحذية الوردية». أصبحت صناعة الجعة صناعة يسيطر عليها الرجال وهي «لا تزال تناضل ضد التمييز على أساس الجنس والتحيز ضد المرأة». وقال مشارك آخر: «أود أن أكرر فكرة أن النساء يمكن أن يعملن في صنع الجعة جنبًا إلى جنب مع الإدارات الأخرى في مصنع الجعة.»
في السنة الأولى من عام 2014، كان هناك أكثر من 60 امرأة مشاركة في الفعالية في خمس دول مختلفة تصنع الجعة. وفي عام 2015، كان هناك 80 امرأة شاركت في اليوم من أحد عشر بلدًا مختلفًا يعملن معًا لصنع مشروب المزر. وفي جنوب أفريقيا، ساعد أبيوي نكسوساني - ماويلا في تنظيم أول حدث لليوم العالمي لتعاون النساء في مجال صنع الجعة في جوهانسبرغ. كان نوع الجعة المُصنعة في فعالية عام 2016 هو الغوس.

## وصلات خارجية
- International Women's Collaboration Brew Day 2016 (video)